# Kinesisk Taipei
Kinesisk Taipei er det navn Taiwan (formelt: Republikken Kina) bruger i store internationale sportskonkurrencer herunder OL, PL og Interamnia Worldcup Teramo. Navnet er bevidst tvetydigt og resultatet af en aftale fra 1979 mellem den olympiske komite, Kina og Taiwan pga Taiwans uafklarede forhold til Kina.
| Olympiske Lege | Spire Denne artikel om Olympiske Lege er en spire som bør udbygges. Du er velkommen til at hjælpe Wikipedia ved at udvide den. |